# Terry Hall
Terry Hall, född 19 mars 1959 i Coventry i West Midlands, död 18 december 2022, var en brittisk sångare i The Specials, Fun Boy Three, The Colourfield, Terry, Blair and Anouchka och Vegas. Han släppte sitt första soloalbum, Home, 1995. Han arbetade också med The Lightning Seeds, Stephen Duffy, Dub Pistols, Gorillaz, Tricky och Lily Allen.

## Biografi
Terry Hall var en aktiv medlem i den gryende musikscenen i Coventry i det sena 1970-talet, där han uppträdde med det lokala punkbandet Squad, och skrev deras låt "Red Alert"/"£8 a Week", som också släpptes som singel. Från samma håll kom även The Selecter och Hazel O'Connor.
Som frontfigur för The Specials slog Hall igenom stort i Storbritannien 1979 när BBC Radio 1:s DJ John Peel spelade deras singel "Gangsters" i sitt program. The Specials självbetitlade album från samma år innehöll några av Halls mest populära och ihågkomna framträdanden, inklusive "Little Bitch", "Nite Klub", "Concrete Jungle" och "Gangsters". Detta debutalbum bevisade enligt många recensenter Halls skrivförmåga jämte Jerry Dammers.
I oktober 1980 släpptes The Specials andra album, More Specials. Några populära låtar som Hall bidrog med (helt eller delvis) var "Enjoy Yourself", "Rat Race" och "Hey, Little Rich Girl". Hall medverkade inte på The Specials tredje album, "In the Studio".
Halls sista singel med The Specials var englandsettan "Ghost Town". Efter den lämnade han bandet tillsammans med två andra medlemmar, Lynval Golding och Neville Staples. De tre bildade istället popgruppen Fun Boy Three, som blev ett kortlivat men framgångsrikt band.
Tillsammans med The Go-Go's gitarrist Jane Wiedlin skrev han låten Our Lips Are Sealed som spelats in av både The Go-Go's och Fun Boy Three.

## Diskografi
Soloalbum
- Home (1994)
- Laugh (1997)
- The Hour Of Two Lights (Terry Hall & Mushtaq) (2003)

Samlingsalbum (som speglar Terry Halls karriär i olika band)
- The Collection (1992)
- Through the Years (2001)
- The Complete Terry Hall (2001)

Solosinglar/EPs
- "Forever J" (1994)
- "Sense" (1994)
- Rainbows (EP) (1995)
- "Ballad of a Landlord" (1997)
- "I Saw the Light" (1997)